# Astragalus gooraiensis
Astragalus gooraiensis es una especie de planta del género Astragalus, de la familia de las leguminosas, orden Fabales.

## Distribución
Astragalus gooraiensis se distribuye por Jammu y Cachemira.

## Taxonomía
Fue descrita científicamente por L. B. Chaudhary. Fue publicada en Novon 17: 417 (2007).